# Mieczysław Kominkowski
Mieczysław Kominkowski (ur. 14 października 1895 w Myślenicach, zm. ?) – major dyplomowany artylerii Wojska Polskiego, kawaler Orderu Virtuti Militari.

## Życiorys
Syn Stanisława. Urodził się 14 października 1895 w Myślenicach. Po zakończeniu I wojny światowej, jako były żołnierz Legionów Polskich został przyjęty do Wojska Polskiego i zatwierdzony do stopnia podporucznika (jednakowo Kazimierz Kominkowski). 
Został awansowany na stopień porucznika artylerii ze starszeństwem z dniem 1 czerwca 1919, a następnie na stopień kapitana artylerii ze starszeństwem z dniem 1 lipca 1923. W latach 20. był oficerem 3 Pułku Artylerii Polowej w Zamościu. Jako oficer tej jednostki w 1928 służył w 1 Okręgowym Szefostwie Artylerii. Następnie ukończył Kurs 1931–1933 (XII promocja) w Wyższej Szkole Wojennej uzyskując tytuł oficera dyplomowanego. Został awansowany na stopień majora artylerii ze starszeństwem z dniem 1 stycznia 1932.
W czasie II wojny światowej znajdował się w niewoli niemieckiej, w Oflagu VII A Murnau.

## Ordery i odznaczenia
- Krzyż Srebrny Orderu Virtuti Militari[11]
- Krzyż Niepodległości (6 czerwca 1931)[12][13]
- Krzyż Walecznych (trzykrotnie)[11]
- Złoty Krzyż Zasługi (25 maja 1939)[14]
- Srebrny Krzyż Zasługi (19 marca 1931)[15]
- Medal Pamiątkowy za Wojnę 1918–1921[11]
- Medal Dziesięciolecia Odzyskanej Niepodległości[11]
- Medal 10 Rocznicy Wojny Niepodległościowej (Łotwa)[16]